# Манцель, Георг
Георг Манцель (1593—1654) — лютеранский теолог; составитель первого словаря латышского языка.

## Биография
Родился 4 июля 1593 года в семье приходского священника Межмуйжского прихода в Земгале.
Учился в Митавской латинской школе, затем в Рижской домской школе. В 1611—1615 годах изучал богословие в университетах Франкфурта-на-Одере, Штеттина и Ростока.
После возвращения на родину был лютеранским пастором в приходах Валле (1616—1620) и Селпилс (1620—1625).
В 1632 году он стал профессором богословия, в 1635 — вице-ректором, а в 1636—1637 годах — ректором Academia Gustaviana. Его учеником был Х. Фюрекер.
В 1638 году он переехал в Митаву по приглашению куршского князя и был назначен дворцовым пастором.
Умер в Митаве 17 марта 1654 года.